# Warren (Massachusetts)
Pour les articles homonymes, voir Warren.
Warren est une ville du comté de Worcester dans l’État du Massachusetts.
Elle a été incorporée en 1742.
Sa population était de 4 975 habitants en 2020.